# 2015年緬甸議會選舉
2015年緬甸議會選舉於2015年11月8日舉行。此次选举是自缅甸独立以来第五次自由的多党民主选举，也是缅甸间隔25年首次公开竞争的国会大选。這次選舉由全緬甸的各個選區改選出除了軍方委派的25%議席以外的所有緬甸聯邦議會上下院議員（498席）。

## 準備
緬甸執政黨聯邦鞏固與發展黨已經推出了其競選策略，該黨稱他們將會在2010年當選的選區進行競選活動。
至於反對黨全國民主聯盟則表示，雖然按現行憲法其黨首昂山素姬無法參選總統，但他們仍然會進行競選活動。
緬甸民族團結黨則表示，他們會保住2010年贏得的議席，並爭取贏取更多議席。國家民主力量則表示他們會參加多至200個议席的競選。各個少數民族政黨爲應對大選，將會合併成一個「緬甸聯邦聯盟黨」(FUP)。
緬甸大選委員會公佈，當地91個參選政黨和310個無黨籍人士會參與本屆選舉。

## 選情分析
本來緬甸總統登盛有可能在2015年選舉結束，任期屆滿後不連任下台。前軍政府第三號人物，人民院院長瑞曼被外界視為思想開明的人物，也曾經是最有可能繼承登盛的人選。昂山素姬曾經和他達成協議，昂山素姬支持瑞曼成爲總統候選人，以換取憲法改革。但瑞曼最終卻失去了軍方支持，他的黨職在2015年8月12日被免除。反對黨領袖昂山素姬重申她想成為下任緬甸總統，但如果不修改憲法的話，她是沒有參選總統資格的。然而，聯邦國會已於2015年6月15日否決大部分憲法修訂案，令昂山素姬無法競逐總統職務。

## 选举结果

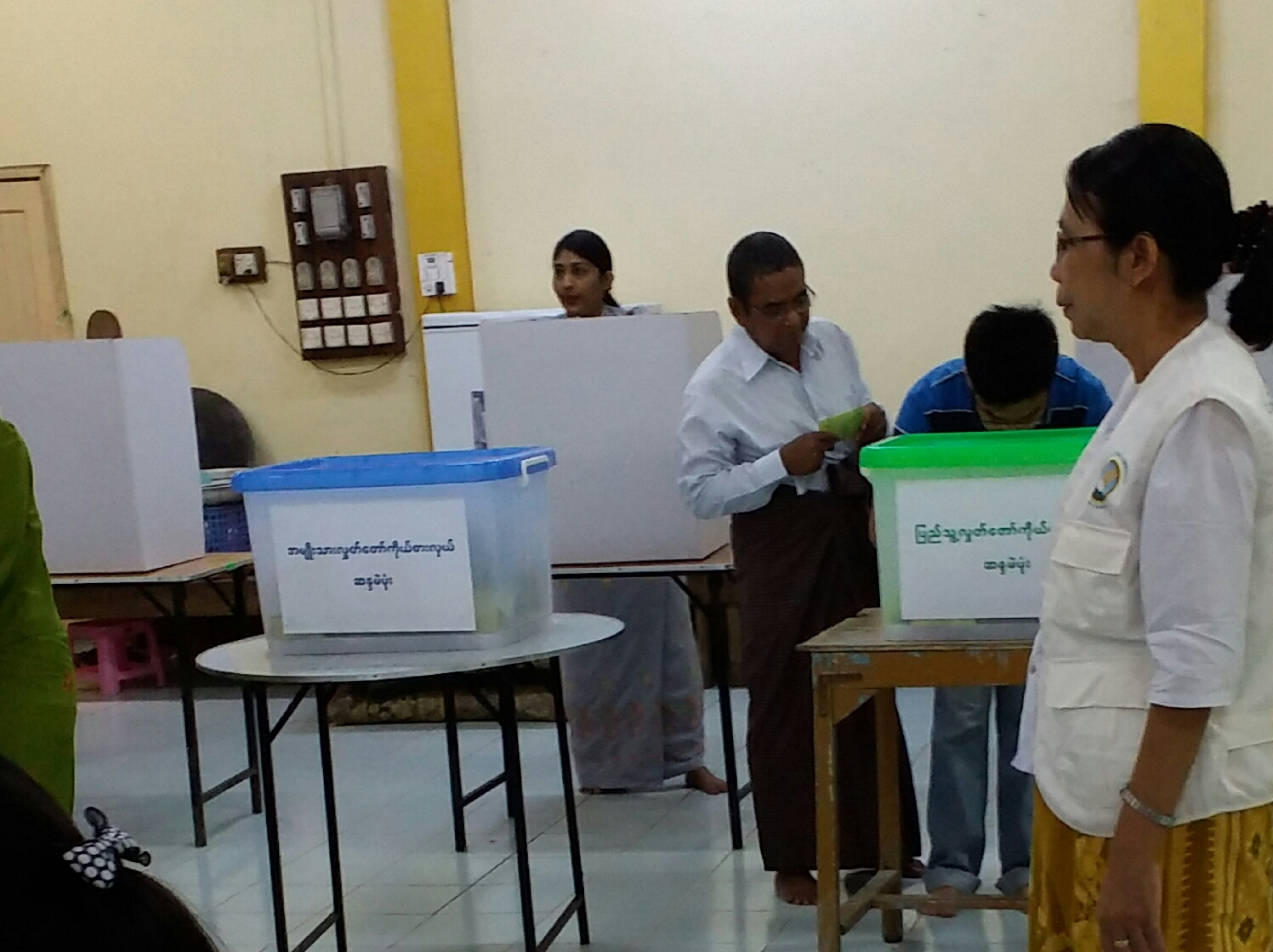
一個投票站。票箱在前，投票處在後。

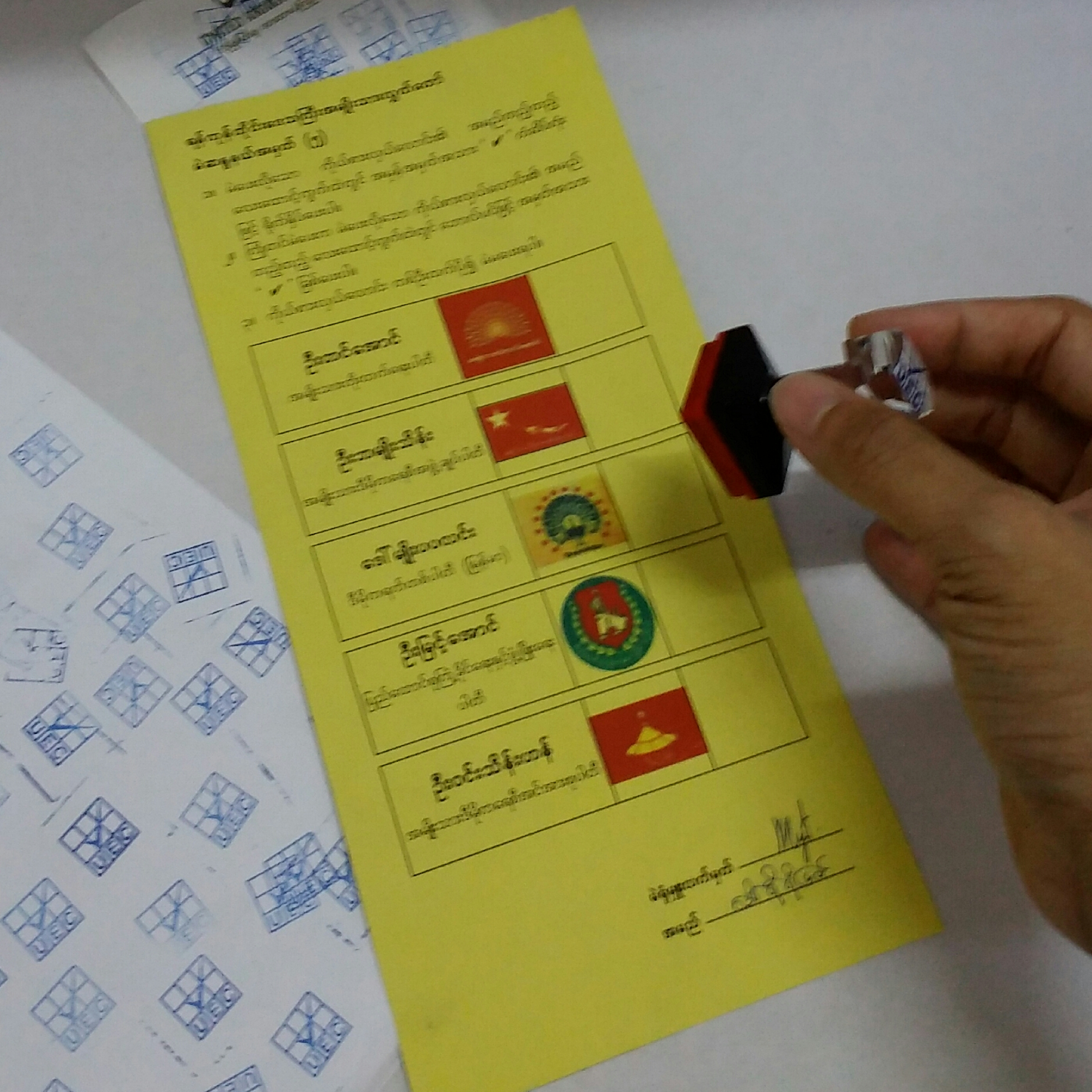
一張正在蓋章的選票

缅甸联邦选举委员会于11月13日公布了選舉結果，全國民主聯盟在兩院均獲得過半數席位。

### 上議院（民族院）
|      | 全國民主聯盟     | 136 | ▲132 | 60.27 |   |   |   |
|      | 聯邦鞏固與發展黨 | 12  | ▼112 | 5.36  |   |   |   |
|      | 若開民族黨       | 10  | ▲4   | 4.46  |   |   |   |
|      | 撣族爭取民主同盟 | 3   | ▲2   | 1.34  |   |   |   |
|      | 佐族爭取民主大會 | 2   | ▲2   | 0.89  |   |   |   |
|      | 德昂民族黨       | 1   | ▲1   | 0.45  |   |   |   |
|      | 孟族民族黨       | 1   | ▲1   | 0.45  |   |   |   |
|      | 勃歐族全國組織   | 1   | ▲1   | 0.45  |   |   |   |
|      | 緬甸民族團結黨   | 1   | ▼4   | 0.45  |   |   |   |
|      | 獨立人士         | 2   | ▲>2  | 0.89  |   |   |   |
|      | 軍方委任         | 56  | –    | 25.00 | – | – | 0 |
| 合計 | 合計             | 224 |      | 100   |   |   |   |

### 下議院（人民院）
|      | 全國民主聯盟     | 255 | ▲218 | 57.95 | 57.02 | 12,657,818 |   |
|      | 聯邦鞏固與發展黨 | 30  | ▼182 | 6.81  | 28.50 | 6,328,054  |   |
|      | 若開民族黨       | 12  | ▲4   | 2.73  | 2.14  | 475,889    |   |
|      | 撣族爭取民主同盟 | 12  | ▲12  | 2.73  | 1.58  | 351,096    |   |
|      | 勃歐族全國組織   | 3   | ━    | 0.68  | 1.04  | 231,796    |   |
|      | 德昂民族黨       | 3   | ▲1   | 0.68  | 0.43  | 95,556     |   |
|      | 佐族爭取民主大會 | 2   | ▲2   | 0.45  | 0.12  | 27,142     |   |
|      | 傈僳民族發展黨   | 2   | ▲2   | 0.45  | 0.11  | 24,096     |   |
|      | 克欽邦民主黨     | 1   | ━    | 0.2   | 0.13  | 27,877     |   |
|      | 果敢民主团结党   | 1   | ━    | 0.2   | 0.02  | 5,097      |   |
|      | 佤族民主黨       | 1   | ▼1   | 0.2   | 0.12  | 27,546     |   |
|      | 撣族民主黨       | 0   | ▼18  | 0.0   | 0.12  | 133,486    |   |
|      | 民族團結黨       | 0   | ▼30  | 0.0   | 1.94  | 431,202    |   |
|      | 全孟地區民主黨   | 0   | ▼3   | 0.0   |       |            |   |
|      | 獨立人士         |     | 1    | 0.2   | 5.73  | 1,271,926  |   |
|      | 由於暴動取消     | 7   |      | 1.59  |       |            |   |
|      | 軍方委任         | 110 | –    | 25.00 | –     | –          | 0 |
| 合計 | 合計             | 440 |      | 100   | 100   |            |   |

## 後續及相關評論
此次選舉全民盟大勝，控制了上下議院。但2014年以來，緬甸種族佛教保護聯合會卻一直宣傳他們的佛教遭到了伊斯蘭教的威脅，並稱全民盟爲「穆斯林政黨」。BBC報道稱，他們的說法「得到了一些人的共鳴」。
後續總統選舉將於2016年在國會進行。屆時，上議院、下議院、軍方各會推出一名代表。之後，所有議會代表會進行一次聯合投票，勝出者將成爲緬甸總統，而另外兩人則成爲副總統。按照緬甸現有憲法，昂山素姬無法參選總統。有評論認爲，昂山素姬會推出一名全民盟的總統候選人，然後自己成爲政府實際上的領導人。還有人認爲昂山素姬會與登盛達成妥協，讓他再做兩年總統，以換取憲法改革，但後面一種說法卻受到質疑，因昂山素姬與登盛在2012年時關係就因議會選舉問題而惡化。另外，緬甸政府的一些最關鍵的部門仍由軍方執掌。因此，有人認爲，昂山素姬最後會被迫與軍方達成一個「脆弱的權利分享協議」。

## 各方反應
- 總統登盛在選舉後對昂山素姬表示祝賀，並在Facebook上承諾他的政府將會移交權利[14]。一向與昂山素姬關係緊張的緬甸軍方總司令敏昂来也向昂山素姬道賀，並已表示要與昂山素季會晤[15][16]。昂山素姬本人則認爲「選舉大致自由」，但「過程並非完全公平，而且當中有些異常事件」。此外，她在一些方面也表現強硬，比如她表示，她作爲議會多數黨的領袖，應有權推出一名服從於她的總統[14][13]。

- 美國總統巴拉克·奧巴馬則在最終選舉結果揭曉前就已向全國民主聯盟的昂山素姬打電話道賀[17]。

- 11月10日，在選舉結果尚未完全揭曉時，時任日本外相岸田文雄和內閣官房長官菅義偉先後出面表示日本支持緬甸民主化進程[18]。